# 巴苏
巴苏（法語：Bassou，法語發音：[basu]）是法国勃艮第-弗朗什-孔泰大区约讷省的一个市镇，位于该省中部，属于欧塞尔区。

## 地理
巴苏（47°55'26"N, 3°30'55"E）面积4.08 平方千米，位于法国勃艮第-弗朗什-孔泰大區约讷省，该省份为法国中北部省份。
与巴苏接壤的市镇（或旧市镇、城区）包括：博纳尔、希什里、博蒙、沙尔穆瓦、舍尼、瓦尔拉维永。

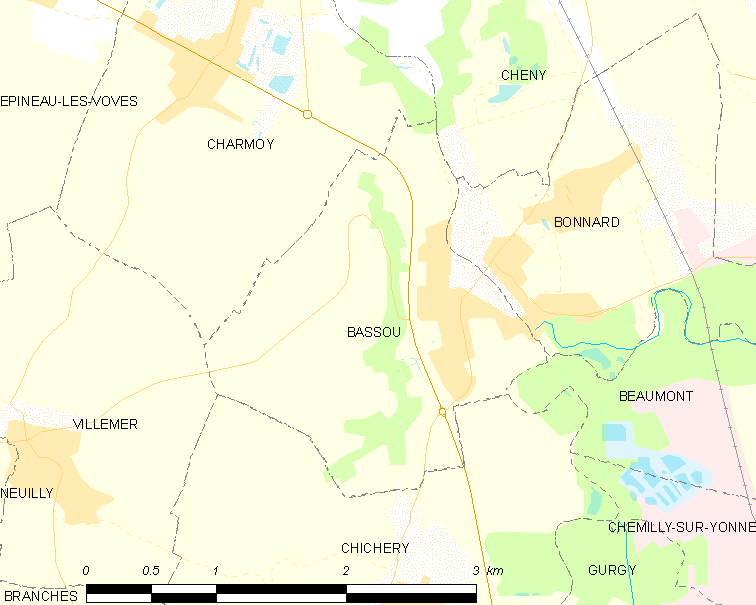
巴苏的OSM定位图

巴苏的时区为UTC+01:00、UTC+02:00（夏令时）。

## 行政
巴苏的邮政编码为89400，INSEE市镇编码为89029。

## 政治
巴苏所属的省级选区为米热讷县。

## 人口

巴苏1962-2008年间人口变化图示

巴苏于2022年1月1日时的人口数量为875人。